# Russischer Fußballpokal 2001/02
Der Russische Fußballpokal 2001/02 war die zehnte Austragung des russischen Pokalwettbewerbs der Männer. Pokalsieger wurde ZSKA Moskau. Das Team setzte sich im Finale am 12. Mai 2002 im Olympiastadion Luschniki von Moskau gegen Zenit St. Petersburg durch. Titelverteidiger Lokomotive Moskau war in der Runde der letzten 32 gegen den Zweitligisten Uralan Elista ausgeschieden.

## Modus
In den ersten drei Runden nahmen ausschließlich Mannschaften der 2. Division 2001 teil. Dabei traten insgesamt 110 Vereine an, die nach regionalen Gesichtspunkten gelost wurden. In der vierten Runde stiegen dann die 18 Zweitligisten, in der fünften Runde die 16 Erstligisten ein.
Die Spiele der ersten Runde wurden Ende März ausgetragen, das Finale im darauffolgenden Jahr Mitte Mai, sodass sich der Pokalwettbewerb über 13 ½ Monate erstreckte. Alle Begegnungen wurden in einem Spiel ausgetragen. Bei unentschiedenem Ausgang wurde zur Ermittlung des Siegers eine Verlängerung gespielt. Stand danach kein Sieger fest, folgte ein Elfmeterschießen. Der Pokalsieger qualifizierte sich für den UEFA-Pokal.

## Teilnehmende Teams
| Oberste Division (16) | Oberste Division (16) | 1. Division (18) | 1. Division (18) |
| --- | --- | --- | --- |
| - Dynamo Moskau - Lokomotive Moskau - Spartak Moskau - Torpedo Moskau - Torpedo-SIL Moskau - ZSKA Moskau - Alanija Wladikawkas - Anschi Machatschkala | - Fakel Woronesch - PFK Sokol Saratow - Krylja Sowetow Samara - Rostselmasch Rostow - Rotor Wolgograd - Saturn Ramenskoje - Tschernomorez Noworossijsk - Zenit St. Petersburg | - Amkar Perm - Arsenal Tula - Baltika Kaliningrad - FK Chimki - Gasowik-Gasprom Ischewsk - Kristall Smolensk - FK Lada Toljatti - Lokomotive Nischni Nowgorod - Lokomotive Tschita | - Metallurg Krasnojarsk - Kuban Krasnodar - FK Neftechimik Nischnekamsk - Rubin Kasan - Schinnik Jaroslawl - Spartak Naltschik - Tom Tomsk - Uralan Elista - Wolgar-Gasprom Astrachan |
| 2. Division (110) | | | |
| - Agrokomplekt Rjasan - Alnas Almetjewsk - Amur Blagoweschtschensk - Anguscht Nasran - Arsenal-2 Tula - Awangard Kursk - Awtodor Wladikawkas - Awtomobilist Noginsk - FK Balakowo - FK Beresniki - Biochimik-Mordowija Saransk - FK Chopjor Balaschow - FK Don Nowomoskowsk - Diana Wolschsk - Druschba Maikop - Dynamo Barnaul - Dynamo Brjansk - Dynamo Ischewsk - Dynamo Machatschkala - Dynamo-Maschinostroitel Kirow - Dynamo Omsk - Dynamo Perm - Dynamo Stawropol - FK Dynamo-SPb St. Petersburg - Dynamo Wologda - Elektronika Nischni Nowgorod - Energija Tschaikowski - Energetik Uren | - Fabus Bronnizky - Gasowik Orenburg - Irtysch Omsk - Iskra Engels - FK Jelez - KAMAS Nabereschnyje Tschelny - Kawkaskabel Prochladny - FK Kolomna - Kosmos Elektrostal - FK Krasnodar-2000 - FK Krasnosnamensk - Kriwitschi Welikije Luki - Kusbass-Dynamo Kemerewo - Lada-Enegija Dimitrowgrad - Lokomotive Kaluga - Lokomotive Liski - Lokomotive St. Petersburg - Lokomotive-Tajm Mineralnyje Wody - Lotto-MKM Moskau - FK Lutsch Wladiwostok - Metallurg Lipezk - Metallurg-Metisnik Magnitogorsk - Metallurg-Sabsib Nowokusnezk - Metallurg Wyksa - FK Mosdok - FK Mosenergo Moskau - Nart Nartkala - Neftjanik Jaroslawl | - FK Nika Moskau - Nosta Nowotroizk - Oasis Jarzewo - Okean Nachodka - Olimpija Wolgograd - FK Orjol - FK Pskow-2000 - FK Rybinsk - FK Saljut-Energija Belgorod - Saljut Saratow - Schachtjor Prokopjewsk - Schachtjor Schachty - Schemtschuschina Sotschi - Sewerstal Tscherepowez - Selenga Ulan-Ude - Sibirjak Bratsk - Sibur-Chimik Dserschinsk - Slawjansk Slawjansk-na-Kubani - SKA-Energija Chabarowsk - FK SKA Rostow - Sodowik Sterlitamak - Spartak Anapa - Spartak Joschkar-Ola - Spartak-Kawkastransgas Isobilny - Spartak Kostroma - Spartak Kurgan - Spartak Luchowizy | - FK Spartak Orechowo - Spartak Schtschjolkowo - Spartak Tambow - Spartak-Telekom Schuja - Sportakademklub Moskau - Sudostroitel Astrachan - Swesda Irkutsk - Swetogorez Swetogorsk - Swetotechnika Saransk - Terek Grosny - FK Titan Reutow - FK Tjumen - Torpedo Pawlowo - Torpedo-Wiktorija Nischni Nowgorod - Torpedo Wladimir - Torpedo Wolschski - Tschkalowez-1936 Nowosibirsk - Tschkalowez-Olimpik Nowosibirsk - UralAZ Miass - Uralez Nischni Tagil - Uralmasch Jekaterinburg - FK Witjas Krymsk - FK Witjas Podolsk - Wenez Gulkewitschi - Wolga Uljanowsk - Wolotschanin-89 Wyschni Wolotschok - Zenit Tscheljabinsk |

Römische Ziffern in Klammern geben die Ligastufe an, an der die Vereine während der Saison 2001 teilnehmen.

## 1. Runde
Teilnehmer: 108 Vereine der 2. Division.
| Datum      |                                          | Ergebnis              |                                          |
| ---------- | ---------------------------------------- | --------------------- | ---------------------------------------- |
| 24.03.2001 | Sudostroitel Astrachan (III)             | 1:2                   | Dynamo Machatschkala (III)               |
| 24.03.2001 | FK Mosdok (III)                          | 3:1                   | Awtodor Wladikawkas (III)                |
| 24.03.2001 | FK Krasnodar-2000 (III)                  | 2:0                   | Slawjansk Slawjansk-na-Kubani (III)      |
| 24.03.2001 | Druschba Maikop (III)                    | 0:1                   | Schemtschuschina Sotschi (III)           |
| 24.03.2001 | Anguscht Nasran (III)                    | 0:1                   | Terek Grosny (III)                       |
| 24.03.2001 | Wenez Gulkewitschi (III)                 | 3:0                   | Lokomotive-Tajm Mineralnyje Wody (III)   |
| 24.03.2001 | Spartak-Kawkastransgas Isobilny (III)    | 2:1                   | Dynamo Stawropol (III)                   |
| 24.03.2001 | Spartak Anapa (III)                      | 1:2                   | FK Witjas Krymsk (III)                   |
| 24.03.2001 | FK SKA Rostow (III)                      | 3:2                   | Schachtjor Schachty (III)                |
| 24.03.2001 | Nart Nartkala (III)                      | 1:0 n. V.             | Kawkaskabel Prochladny (III)             |
| 17.04.2001 | Biochimik-Mordowija Saransk (III)        | 0:2                   | Swetotechnika Saransk (III)              |
| 17.04.2001 | Torpedo-Wiktorija Nischni Nowgorod (III) | 1:1 n. V. (4:2 i. E.) | Torpedo Pawlowo (III)                    |
| 17.04.2001 | Spartak Joschkar-Ola (III)               | 0:1                   | Elektronika Nischni Nowgorod (III)       |
| 17.04.2001 | Sibur-Chimik Dserschinsk (III)           | 0:1                   | Metallurg Wyksa (III)                    |
| 17.04.2001 | Olimpija Wolgograd (III)                 | 2:1                   | Torpedo Wolschski (III)                  |
| 17.04.2001 | FK Chopjor Balaschow (III)               | 1:0                   | FK Balakowo (III)                        |
| 17.04.2001 | Iskra Engels (III)                       | 2:0                   | Saljut Saratow (III)                     |
| 17.04.2001 | Diana Wolschsk (III)                     | 1:1 n. V. (4:5 i. E.) | Lada-Enegija Dimitrowgrad (III)          |
| 19.04.2001 | Spartak-Telekom Schuja (III)             | 3:1                   | Spartak Kostroma (III)                   |
| 19.04.2001 | Spartak Tambow (III)                     | 3:1                   | Metallurg Lipezk (III)                   |
| 19.04.2001 | FK Dynamo-SPb St. Petersburg (III)       | 2:1 n. V.             | Swetogorez Swetogorsk (III)              |
| 19.04.2001 | FK Witjas Podolsk (III)                  | 2:1 n. V.             | FK Don Nowomoskowsk (III)                |
| 19.04.2001 | Sportakademklub Moskau (III)             | 5:1                   | Oasis Jarzewo (III)                      |
| 19.04.2001 | Spartak Luchowizy (III)                  | 0:0 n. V. (1:3 i. E.) | Agrokomplekt Rjasan (III)                |
| 19.04.2001 | FK Pskow-2000 (III)                      | 2:0                   | Kriwitschi Welikije Luki (III)           |
| 19.04.2001 | Neftjanik Jaroslawl (III)                | 1:2                   | Dynamo Wologda (III)                     |
| 19.04.2001 | FK Mosenergo Moskau (III)                | 3:0                   | Spartak Schtschjolkowo (III)             |
| 19.04.2001 | Lotto-MKM Moskau (III)                   | 1:0                   | FK Nika Moskau (III)                     |
| 19.04.2001 | Lokomotive Liski (III)                   | 1:0                   | FK Jelez (III)                           |
| 19.04.2001 | Kosmos Elektrostal (III)                 | 0:1                   | FK Spartak Orechowo (III)                |
| 19.04.2001 | FK Rybinsk (III)                         | 0:2                   | Sewerstal Tscherepowez (III)             |
| 19.04.2001 | FK Orjol (III)                           | 0:0 n. V. (4:1 i. E.) | Dynamo Brjansk (III)                     |
| 19.04.2001 | FK Krasnosnamensk (III)                  | 1:2                   | FK Titan Reutow (III)                    |
| 19.04.2001 | Fabus Bronnizky (III)                    | 2:1                   | FK Kolomna (III)                         |
| 19.04.2001 | Awangard Kursk (III)                     | 1:1 n. V. (3:4 i. E.) | FK Saljut-Energija Belgorod (III)        |
| 19.04.2001 | Arsenal-2 Tula (III)                     | 0:2                   | Lokomotive Kaluga (III)                  |
| 19.04.2001 | Awtomobilist Noginsk (III)               | 1:2 n. V.             | Torpedo Wladimir (III)                   |
| 20.04.2001 | Lokomotive St. Petersburg (III)          | 0:0 n. V. (4:3 i. E.) | Wolotschanin-89 Wyschni Wolotschok (III) |
| 25.04.2001 | Tschkalowez-1936 Nowosibirsk (III)       | 2:0                   | Dynamo Omsk (III)                        |
| 25.04.2001 | Zenit Tscheljabinsk (III)                | 3:1                   | Uralez Nischni Tagil (III)               |
| 25.04.2001 | Uralmasch Jekaterinburg (III)            | 2:0                   | FK Beresniki (III)                       |
| 25.04.2001 | UralAZ Miass (III)                       | 3:0                   | Spartak Kurgan (III)                     |
| 25.04.2001 | Sodowik Sterlitamak (III)                | 2:1                   | Metallurg-Metisnik Magnitogorsk (III)    |
| 25.04.2001 | Sibirjak Bratsk (III)                    | 0:1                   | Tschkalowez-Olimpik Nowosibirsk (III)    |
| 25.04.2001 | Selenga Ulan-Ude (III)                   | 1:2 n. V.             | Swesda Irkutsk (III)                     |
| 25.04.2001 | Okean Nachodka (III)                     | 1:0                   | FK Lutsch Wladiwostok (III)              |
| 25.04.2001 | Kusbass-Dynamo Kemerewo (III)            | 3:0                   | Schachtjor Prokopjewsk (III)             |
| 25.04.2001 | Gasowik Orenburg (III)                   | 0:1                   | Nosta Nowotroizk (III)                   |
| 25.04.2001 | FK Tjumen (III)                          | 1:0                   | Irtysch Omsk (III)                       |
| 25.04.2001 | Energija Tschaikowski (III)              | 0:1                   | Dynamo Ischewsk (III)                    |
| 25.04.2001 | Dynamo Perm (III)                        | 1:3                   | Dynamo-Maschinostroitel Kirow (III)      |
| 25.04.2001 | Dynamo Barnaul (III)                     | 1:0                   | Metallurg-Sabsib Nowokusnezk (III)       |
| 25.04.2001 | Amur Blagoweschtschensk (III)            | 0:1                   | SKA-Energija Chabarowsk (III)            |
| 25.04.2001 | KAMAS Nabereschnyje Tschelny (III)       | 2:0                   | Alnas Almetjewsk (III)                   |

## 2. Runde
Teilnehmer: Die 54 Sieger der ersten Runde und mit Energija Uren und Wolga Uljanowsk zwei weitere Vereine der 2. Division.
| Datum      |                                       | Ergebnis              |                                          |
| ---------- | ------------------------------------- | --------------------- | ---------------------------------------- |
| 06.04.2001 | FK Witjas Krymsk (III)                | 0:0 n. V. (5:4 i. E.) | Schemtschuschina Sotschi (III)           |
| 06.04.2001 | Wenez Gulkewitschi (III)              | 2:1                   | FK Mosdok (III)                          |
| 06.04.2001 | Terek Grosny (III)                    | 2:0                   | Nart Nartkala (III)                      |
| 06.04.2001 | FK SKA Rostow (III)                   | 3:2                   | FK Krasnodar-2000 (III)                  |
| 06.04.2001 | Dynamo Machatschkala (III)            | 1:2                   | Spartak-Kawkastransgas Isobilny (III)    |
| 25.04.2001 | Wolga Uljanowsk (III)                 | 1:0                   | FK Chopjor Balaschow (III)               |
| 25.04.2001 | Swetotechnika Saransk (III)           | 4:0                   | Lada-Enegija Dimitrowgrad (III)          |
| 25.04.2001 | Metallurg Wyksa (III)                 | 2:0                   | Torpedo-Wiktorija Nischni Nowgorod (III) |
| 25.04.2001 | Iskra Engels (III)                    | 1:0                   | Olimpija Wolgograd (III)                 |
| 25.04.2001 | Elektronika Nischni Nowgorod (III)    | 1:1 n. V. (5:6 i. E.) | Energetik Uren (III)                     |
| 11.05.2001 | Lotto-MKM Moskau (III)                | 0:1                   | FK Mosenergo Moskau (III)                |
| 11.05.2001 | FK Titan Reutow (III)                 | 2:0                   | FK Witjas Podolsk (III)                  |
| 11.05.2001 | Sportakademklub Moskau (III)          | 1:1 n. V. (4:5 i. E.) | FK Pskow-2000 (III)                      |
| 11.05.2001 | FK Spartak Orechowo (III)             | 0:1 n. V.             | Fabus Bronnizky (III)                    |
| 11.05.2001 | Sewerstal Tscherepowez (III)          | 0:0 n. V. (3:5 i. E.) | Dynamo Wologda (III)                     |
| 11.05.2001 | FK Saljut-Energija Belgorod (III)     | 2:1                   | Agrokomplekt Rjasan (III)                |
| 11.05.2001 | Lokomotive Liski (III)                | 1:0                   | Spartak Tambow (III)                     |
| 11.05.2001 | Lokomotive Kaluga (III)               | 1:0                   | FK Orjol (III)                           |
| 11.05.2001 | FK Dynamo-SPb St. Petersburg (III)    | 1:0                   | Lokomotive St. Petersburg (III)          |
| 11.05.2001 | Torpedo Wladimir (III)                | 1:2                   | Spartak-Telekom Schuja (III)             |
| 16.05.2001 | Zenit Tscheljabinsk (III)             | 0:1 n. V.             | UralAZ Miass (III)                       |
| 16.05.2001 | SKA-Energija Chabarowsk (III)         | 0:1                   | Okean Nachodka (III)                     |
| 16.05.2001 | Nosta Nowotroizk (III)                | 1:0                   | Sodowik Sterlitamak (III)                |
| 16.05.2001 | FK Tjumen (III)                       | 5:1                   | Tschkalowez-1936 Nowosibirsk (III)       |
| 16.05.2001 | Dynamo-Maschinostroitel Kirow (III)   | 0:1                   | Uralmasch Jekaterinburg (III)            |
| 16.05.2001 | Dynamo Ischewsk (III)                 | 1:4 n. V.             | KAMAS Nabereschnyje Tschelny (III)       |
| 16.05.2001 | Dynamo Barnaul (III)                  | 2:0                   | Kusbass-Dynamo Kemerewo (III)            |
| 16.05.2001 | Tschkalowez-Olimpik Nowosibirsk (III) | 2:1                   | Swesda Irkutsk (III)                     |

## 3. Runde
Teilnehmer: Die 28. Sieger der 2. Runde.
| Datum      |                                       | Ergebnis              |                                    |
| ---------- | ------------------------------------- | --------------------- | ---------------------------------- |
| 05.06.2001 | Tschkalowez-Olimpik Nowosibirsk (III) | 4:1                   | Okean Nachodka (III)               |
| 06.06.2001 | UralAZ Miass (III)                    | 1:1 n. V. (2:4 i. E.) | Nosta Nowotroizk (III)             |
| 06.06.2001 | KAMAS Nabereschnyje Tschelny (III)    | 5:1                   | Uralmasch Jekaterinburg (III)      |
| 06.06.2001 | FK Tjumen (III)                       | 3:1                   | Dynamo Barnaul (III)               |
| 08.06.2001 | FK Witjas Krymsk (III)                | 2:0                   | FK SKA Rostow (III)                |
| 08.06.2001 | Terek Grosny (III)                    | 3:5                   | Wenez Gulkewitschi (III)           |
| 08.06.2001 | Swetotechnika Saransk (III)           | 1:0                   | Wolga Uljanowsk (III)              |
| 08.06.2001 | Spartak-Kawkastransgas Isobilny (III) | 3:1 n. V.             | Iskra Engels (III)                 |
| 08.06.2001 | Energetik Uren (III)                  | 3:2                   | Metallurg Wyksa (III)              |
| 10.06.2001 | FK Titan Reutow (III)                 | 0:1 n. V.             | FK Mosenergo Moskau (III)          |
| 10.06.2001 | FK Saljut-Energija Belgorod (III)     | 2:0                   | Lokomotive Liski (III)             |
| 10.06.2001 | FK Pskow-2000 (III)                   | 2:2 n. V. (3:1 i. E.) | FK Dynamo-SPb St. Petersburg (III) |
| 10.06.2001 | Lokomotive Kaluga (III)               | 3:1 n. V.             | Fabus Bronnizky (III)              |
| 10.06.2001 | Dynamo Wologda (III)                  | 1:0                   | Spartak-Telekom Schuja (III)       |

## 4. Runde
Teilnehmer: Die 14 Sieger der vierten Runde und die 18 Vereine der 1. Division
| Datum      |                                       | Ergebnis              |                                       |
| ---------- | ------------------------------------- | --------------------- | ------------------------------------- |
| 30.06.2001 | Wenez Gulkewitschi (III)              | 0:1                   | Uralan Elista (II)                    |
| 30.06.2001 | Spartak-Kawkastransgas Isobilny (III) | 0:1                   | Rubin Kasan (II)                      |
| 30.06.2001 | FK Saljut-Energija Belgorod (III)     | 1:0                   | Wolgar-Gasprom Astrachan (II)         |
| 30.06.2001 | FK Pskow-2000 (III)                   | 0:2                   | FK Chimki (II)                        |
| 30.06.2001 | Nosta Nowotroizk (III)                | 3:3 n. V. (4:3 i. E.) | Tschkalowez-Olimpik Nowosibirsk (III) |
| 30.06.2001 | FK Mosenergo Moskau (III)             | 2:3                   | Schinnik Jaroslawl (II)               |
| 30.06.2001 | Metallurg Krasnojarsk (II)            | 2:3                   | Amkar Perm (II)                       |
| 30.06.2001 | Lokomotive Kaluga (III)               | 1:0                   | FK Witjas Krymsk (III)                |
| 30.06.2001 | Lokomotive Tschita (II)               | 1:2                   | Gasowik-Gasprom Ischewsk (II)         |
| 30.06.2001 | FK Lada Toljatti (II)                 | 4:1                   | Lokomotive Nischni Nowgorod (II)      |
| 30.06.2001 | Kuban Krasnodar (II)                  | 1:0                   | Spartak Naltschik (II)                |
| 30.06.2001 | KAMAS Nabereschnyje Tschelny (III)    | 0:0 n. V. (4:5 i. E.) | Swetotechnika Saransk (III)           |
| 30.06.2001 | FK Tjumen (III)                       | 0:1                   | Tom Tomsk (II)                        |
| 30.06.2001 | Energetik Uren (III)                  | 1:2                   | FK Neftechimik Nischnekamsk (II)      |
| 30.06.2001 | Dynamo Wologda (III)                  | 1:2                   | Kristall Smolensk (II)                |
| 30.06.2001 | Arsenal Tula (II)                     | 1:0                   | Baltika Kaliningrad (II)              |

## 5. Runde
Teilnehmer: Die 16 Sieger der vierten Runde, sowie die 16 Erstligisten, die auswärts antreten mussten.
| Datum      |                                   | Ergebnis              |                                |
| ---------- | --------------------------------- | --------------------- | ------------------------------ |
| 21.08.2001 | Schinnik Jaroslawl (II)           | 1:0                   | Spartak Moskau (I)             |
| 08.09.2001 | FK Chimki (II)                    | 2:2 n. V. (2:4 i. E.) | Anschi Machatschkala (I)       |
| 08.09.2001 | FK Neftechimik Nischnekamsk (II)  | 0:3                   | Torpedo-SIL Moskau (I)         |
| 08.09.2001 | Kuban Krasnodar (II)              | 2:0                   | Tschernomorez Noworossijsk (I) |
| 08.09.2001 | Gasowik-Gasprom Ischewsk (II)     | 3:1                   | Rotor Wolgograd (I)            |
| 08.09.2001 | Kristall Smolensk (II)            | 2:3                   | Dynamo Moskau (I)              |
| 08.09.2001 | Amkar Perm (II)                   | 3:0                   | Torpedo Moskau (I)             |
| 09.09.2001 | Swetotechnika Saransk (III)       | 0:2                   | ZSKA Moskau (I)                |
| 09.09.2001 | FK Lada Toljatti (II)             | 2:1                   | Alanija Wladikawkas (I)        |
| 09.09.2001 | Nosta Nowotroizk (III)            | 3:2                   | Rostselmasch Rostow (I)        |
| 09.09.2001 | Lokomotive Kaluga (III)           | 0:3                   | Zenit St. Petersburg (I)       |
| 09.09.2001 | FK Saljut-Energija Belgorod (III) | 0:2                   | Krylja Sowetow Samara (I)      |
| 09.09.2001 | Tom Tomsk (II)                    | 0:1                   | PFK Sokol Saratow (I)          |
| 09.09.2001 | Rubin Kasan (II)                  | 1:0                   | Fakel Woronesch (I)            |
| 09.09.2001 | Arsenal Tula (II)                 | 0:2 n. V.             | Saturn Ramenskoje (I)          |
| 20.10.2001 | Uralan Elista (III)               | 2:1                   | Lokomotive Moskau (I)          |

## Achtelfinale
Teilnehmer: Die 16 Sieger der fünften Runde.
| Datum      |                           | Ergebnis              |                               |
| ---------- | ------------------------- | --------------------- | ----------------------------- |
| 20.09.2001 | Zenit St. Petersburg (I)  | 3:2                   | Kuban Krasnodar (II)          |
| 13.10.2001 | Dynamo Moskau (I)         | 5:0                   | Anschi Machatschkala (I)      |
| 16.10.2001 | Saturn Ramenskoje (I)     | 0:0 n. V. (5:4 i. E.) | Schinnik Jaroslawl (II)       |
| 16.10.2001 | Amkar Perm (II)           | 4:1                   | Nosta Nowotroizk (III)        |
| 16.10.2001 | PFK Sokol Saratow (I)     | 2:1                   | Gasowik-Gasprom Ischewsk (II) |
| 16.10.2001 | ZSKA Moskau (I)           | 2:1                   | Rubin Kasan (II)              |
| 17.10.2001 | Torpedo-SIL Moskau (I)    | 0:0 n. V. (4:2 i. E.) | FK Lada Toljatti (II)         |
| 04.11.2001 | Krylja Sowetow Samara (I) | 1:0                   | Uralan Elista (II)            |

## Viertelfinale
| Datum      |                          | Ergebnis    |                           |
| ---------- | ------------------------ | ----------- | ------------------------- |
| 03.04.2002 | Zenit St. Petersburg (I) | 1:0 n. G.G. | Krylja Sowetow Samara (I) |
| 03.04.2002 | Torpedo-SIL Moskau (I)   | 0:1         | ZSKA Moskau (I)           |
| 03.04.2002 | PFK Sokol Saratow (I)    | 1:2         | Amkar Perm (II)           |
| 03.04.2002 | Dynamo Moskau (I)        | 0:1         | Saturn Ramenskoje (I)     |

## Halbfinale
| Datum      |                       | Ergebnis    |                          |
| ---------- | --------------------- | ----------- | ------------------------ |
| 25.04.2002 | Saturn Ramenskoje (I) | 0:1 n. G.G. | Zenit St. Petersburg (I) |
| 25.04.2002 | ZSKA Moskau (I)       | 1:0         | Amkar Perm (II)          |

## Finale
| Paarung              | ZSKA Moskau – Zenit St. Petersburg |
| Ergebnis             | 2:0 (1:0) |
| Datum                | 12. Mai 2002 |
| Stadion              | Olympiastadion Luschniki, Moskau |
| Zuschauer            | 35.000 |
| Schiedsrichter       | Juri Tschebotarjow |
| Tore                 | 1:0 Andrei Solomatin (29.) 2:0 Igor Janowski (52.) |
| ZSKA Moskau          | Weniamin Mandrykin – Deividas Šemberas, Andrei Solomatin, Elvir Rahimić, Sergei Semak – Bohdan Scherschun, Igor Janowski, Rolan Gussew, Juris Laizāns – Denis Popow (82. Roman Monarow), Denis Jewsikow. Cheftrainer: Waleri Gassajew                                                |
| Zenit St. Petersburg | Wjatscheslaw Malafejew – Waleri Zwetkow, Konstantin Lepjochin, Sargis Howsepjan, Alexei Igonin – Alexei Katulski, Sergei Arschawin, Wladimir Bystrow (68. Jewgeni Tarassow), Maxim Astafjew (77. Vladimir Mudrinić) – Barys Harawoj, Alexander Kerschakow. Cheftrainer: Juri Morosow |
| Gelbe Karten         | Andrei Solomatin, Juris Laizāns, Rolan Gussew – Maksim Astafjew, Aleksei Katulski, Vladimir Mudrinić |